# Teatr MIST
Teatr M.I.S.T. – krakowski teatr alternatywny, istnieje od roku 1994. Jego założycielem jest Stanisław Michno.

## Premiery teatru[2]
- 1994 – Szekspir, moja miłość na podstawie utworów Williama Szekspira
- 1995 – Gimpel na podstawie opowiadania „Gimpel-Głupek” Isaaca Bashevisa Singera, prezentowany m.in. na festiwalu w Edynburgu.
- 1996 – Mówca na podstawie utworów Williama Szekspira i Edwarda Stachury, manifestów Teatru Cricot 2 oraz fragmentów ról granych w teatrze Kantora przez Stanisława Michno
- 1997 – Magiczna moc; prezentowany w ramach Fringe Festival w Edynburgu.
- 1998 – Szwejk na podstawie powieści Przygody dobrego wojaka Szwejka Jaroslava Haška
- 2000 – Grabiec - król dzwonkowy i świat fantastyczny według Balladyny Juliusza Słowackiego.
- 2001 – Amos OZ aż do śmierci – reżyseria: Krzysztof Miklaszewski, aktorzy: Stanisław Michno, Agnieszka Wielgosz, Krzysztof Miklaszewski.
- 2002 – przy Teatrze M.I.S.T. z inicjatywy Stanisława Michno powstała Fundacja - Międzyludzkie Inspiracje Sztuką Teatralną.
- 2003 – Love Story według Bohumila Hrabala[3].
- 2004 – Moskwa – Pietuszki według Wieniedikta Jerofiejewa.
- 2005 – powstanie Sceny Poezji; opracowanie i wystawienie, wraz z grupą młodzieży z Nowej Huty, spektaklu Hamleci z Placu Centralnego w Teatrze Łaźnia Nowa.
- 18 grudnia 2005 – Ulisses według Jamesa Joyce’a
- 2011 – Molier „Lekarz mimo woli"
- 2012 – Eugene Ionesco „Ten fantastyczny burdel"

## Skład zespołu
- Stanisław Michno – dyrektor, adaptator, aktor i reżyser
- Anna Dzierża
- Wojciech Michno
- Jadwiga Dworak
- Sylwia Garbowicz
- Agnieszka Habel
- Agnieszka Wielgosz
- Ewelina Zaręba
- Gabrial Abratowicz
- Wojciech Bańbuła
- Włodzimierz Brodecki
- Paweł Kalina
- Karol Krawczyk
- Robert Trybus
- Marek Wolny
- Lea Pradziński
- Tomasz Poniży
- Ola Barczyk
- Zinajda Zagner
- Anna Jędrzejczyk
- Filip Jurkowski
- Norbert Burkowski
- Magdalena Furmanek
- oraz gościnnie Małgorzata Czerwińska (scenograf) i Krzysztof Miklaszewski (konsultacje literackie, reżyseria, aktor)